# École nationale de commerce et de gestion de Fès
 (octobre 2021).
Si vous disposez d'ouvrages ou d'articles de référence ou si vous connaissez des sites web de qualité traitant du thème abordé ici, merci de compléter l'article en donnant les références utiles à sa vérifiabilité et en les liant à la section « Notes et références ».
L'École nationale de commerce et de gestion de Fès (ENCG-Fès) est un établissement d'enseignement supérieur marocain. L’ENCG-Fès est une composante de l'Université Sidi Mohamed Ben Abdellah de Fès. Elle est membre du réseau des ENCG du Maroc.
L'ENCG-Fès dispense une formation en commerce et en gestion à travers six filières :
- Marketing et action commerciale
- Commerce international
- Gestion des ressources humaines
- Audit et contrôle de gestion
- Gestion comptable et financière
- Management et logistique